# Микрорайон Гагарина (Сочи)
Микрорайо́н Гага́рина — микрорайон в Центральном районе города Сочи, Краснодарский край, Россия. Расположен на ровном месте на правом берегу реки Сочи, отчасти поднимается по склону горы Виноградная. Вдоль восточной границы микрорайона, параллельно железной дороге протекает Хлудовский ручей.

## Этимология
Микрорайон назван по имени главной улицы — Гагарина. Старое советское наименование микрорайона — Коммунстрой. В последнее время в средствах массовой информации микрорайон называют «Заречным», что создаёт известную путаницу.

## История
С давних времён на территории нынешнего микрорайона был каменистый пустырь и фруктовый сад Хлудова, заливаемый разливами реки Сочи. В 1929 году здесь был построен первый Сочинский аэропорт для легкомоторных самолётов конструкции Поликарпова — «По-2», здание которого сохранилось и используется ныне налоговой полицией. В годы ВОВ здесь располагалась 9-я Отдельная гвардейская авиаэскадрилья. Именно отсюда совершил свой последний полёт вдоль берега моря легендарный командарм Я. Ф. Фабрициус. С начала 1950-х здесь располагались сначала футбольное поле, потом — вертолётная площадка. С конца 1950-х пустырь застраивается жилыми домами.

## Улицы
Микрорайон состоит из сети следующих улиц — Гагарина, Чайковского, Красноармейская, Новосёлов, Цветного бульвара и Гуковского переулка.

## Достопримечательности
- Памятник Юрию Гагарину
- Ломающая стрелы (Сочи)
- Сочинский хлебокомбинат
- Средняя школа № 7
- Средняя школа № 24